# ソフト・アンド・ウェット
「ソフト・アンド・ウェット」（Soft and Wet）は、アメリカ合衆国のミュージシャン、プリンスが1978年4月にデビュー・アルバム『フォー・ユー』で発表した楽曲。同年6月7日（プリンスの20歳の誕生日）に、自身初のシングルとしてもリリースされた。
共作者としてクレジットされているクリス・ムーンは、デビュー前のプリンスが使用していたミネアポリスのスタジオ「ムーンサウンド」のオーナーで、ムーンはプリンスに対し、自分が不在の時はスタジオを自由に使っていい代わりに、ムーンの作った歌詞を取り入れるよう約束したという。

## 反響・影響
アメリカの総合シングル・チャートBillboard Hot 100では、1978年11月25日に最高92位を記録し、合計4週トップ100入りした。また、『ビルボード』のR&B/ヒップホップ・シングル・チャートでは1978年9月23日に最高12位を記録した。
M・ナイト・シャマランの監督映画『アンブレイカブル』（2000年）では、キャラクターのオードリー・ダン（演：ロビン・ライト）が、自分の大好きな曲として本作を挙げるシーンがある。また、漫画家の荒木飛呂彦は、最も敬愛するアーティストとしてプリンスを挙げており、荒木の作品『ジョジョの奇妙な冒険』第8部『ジョジョリオン』のキャラクター東方定助は、「ソフト&ウェット」というスタンドを使う設定となっている。

## カヴァー、サンプリング
- M.C.ハマー - アルバム『プリーズ・ハマー・ドント・ハーテム』（1990年）収録曲「シーズ・ソフト・アンド・ウェット」において、本作をサンプリングした[5]。
- エンダンビ（英語版） - アルバム『A Weird Kinda Wonderful』（2005年）に収録[6]。